# Drunken Swallows

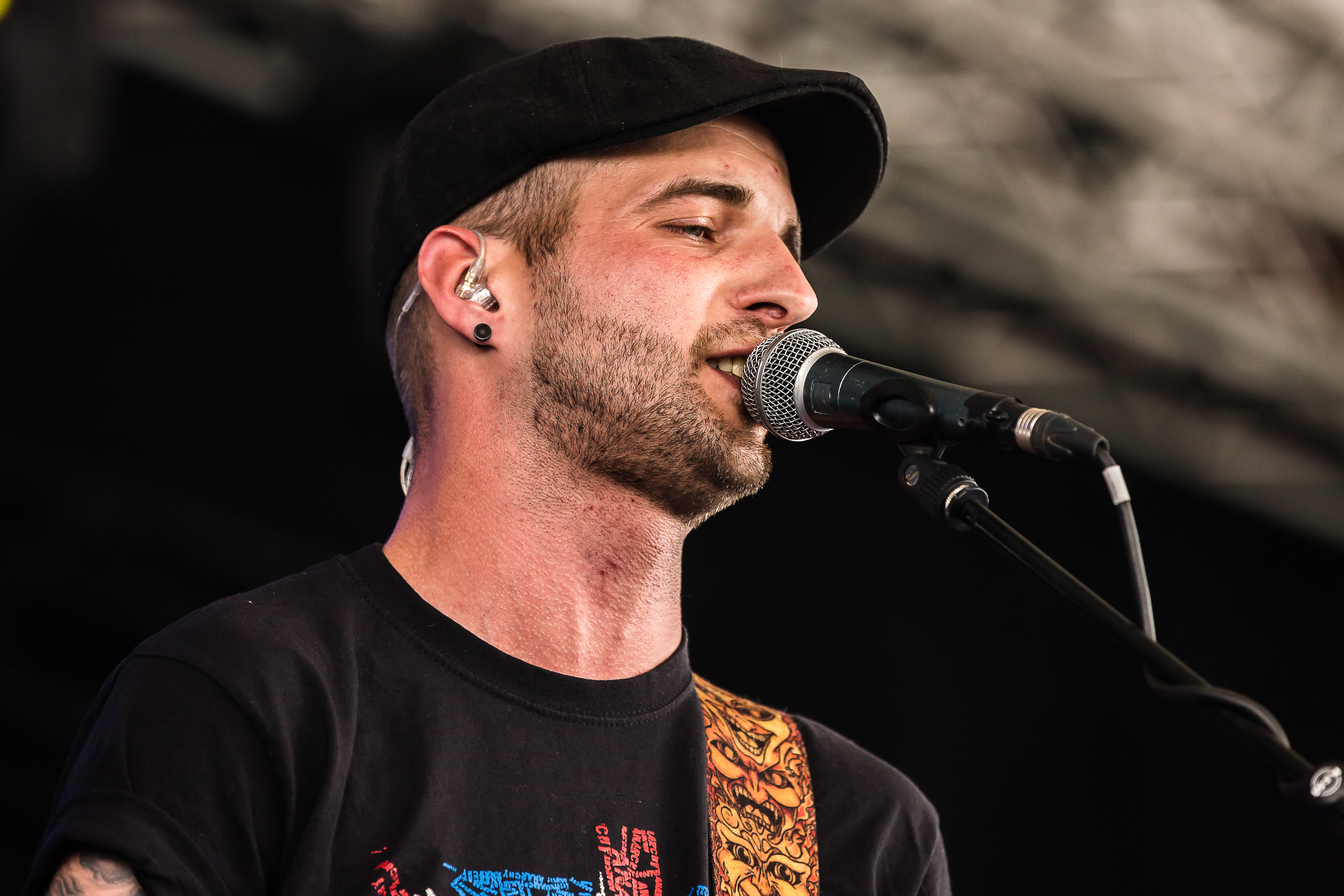
Sänger Frank Hoffmann auf dem With Full Force 2018

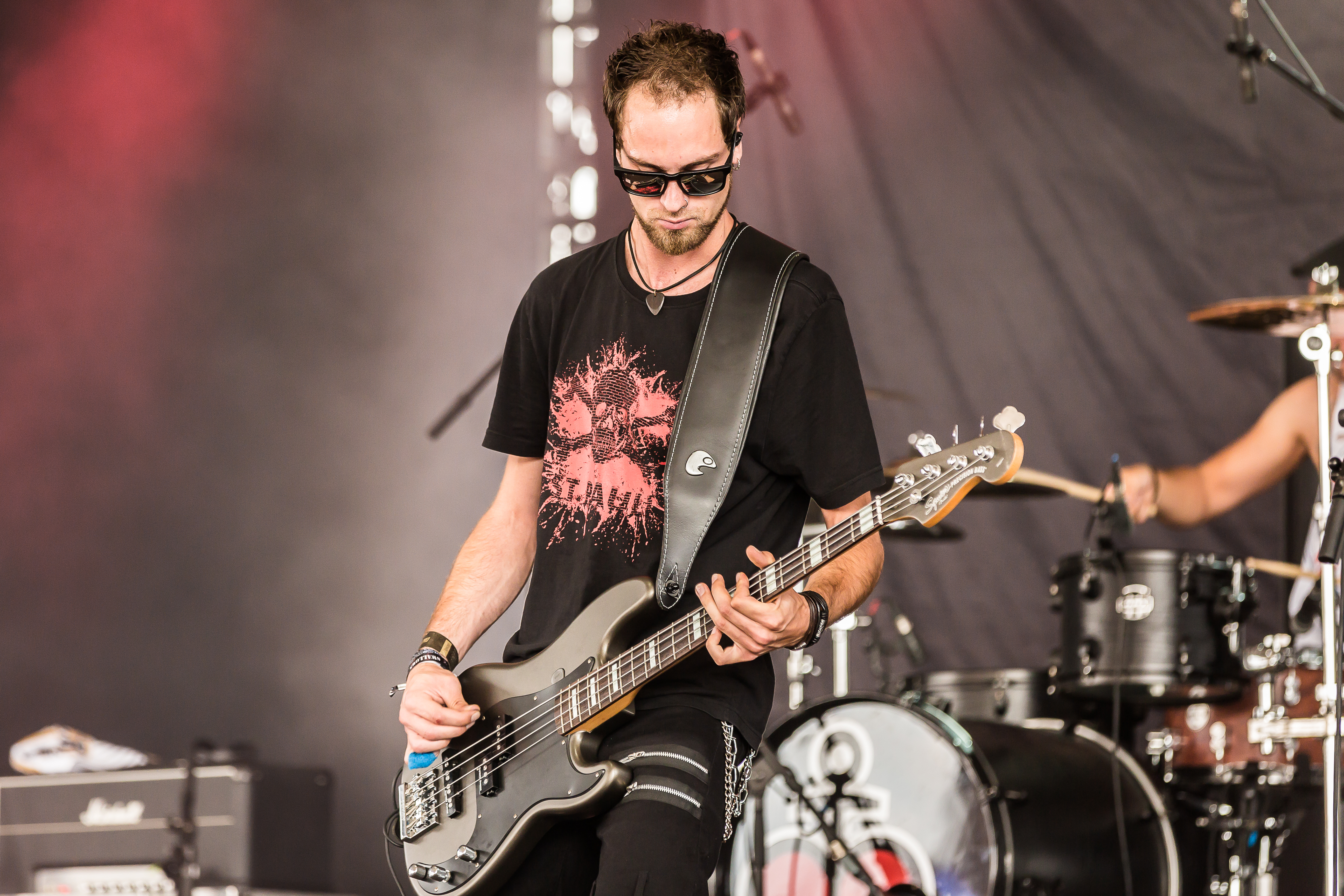
Bassist Phil Neumann auf dem With Full Force 2018

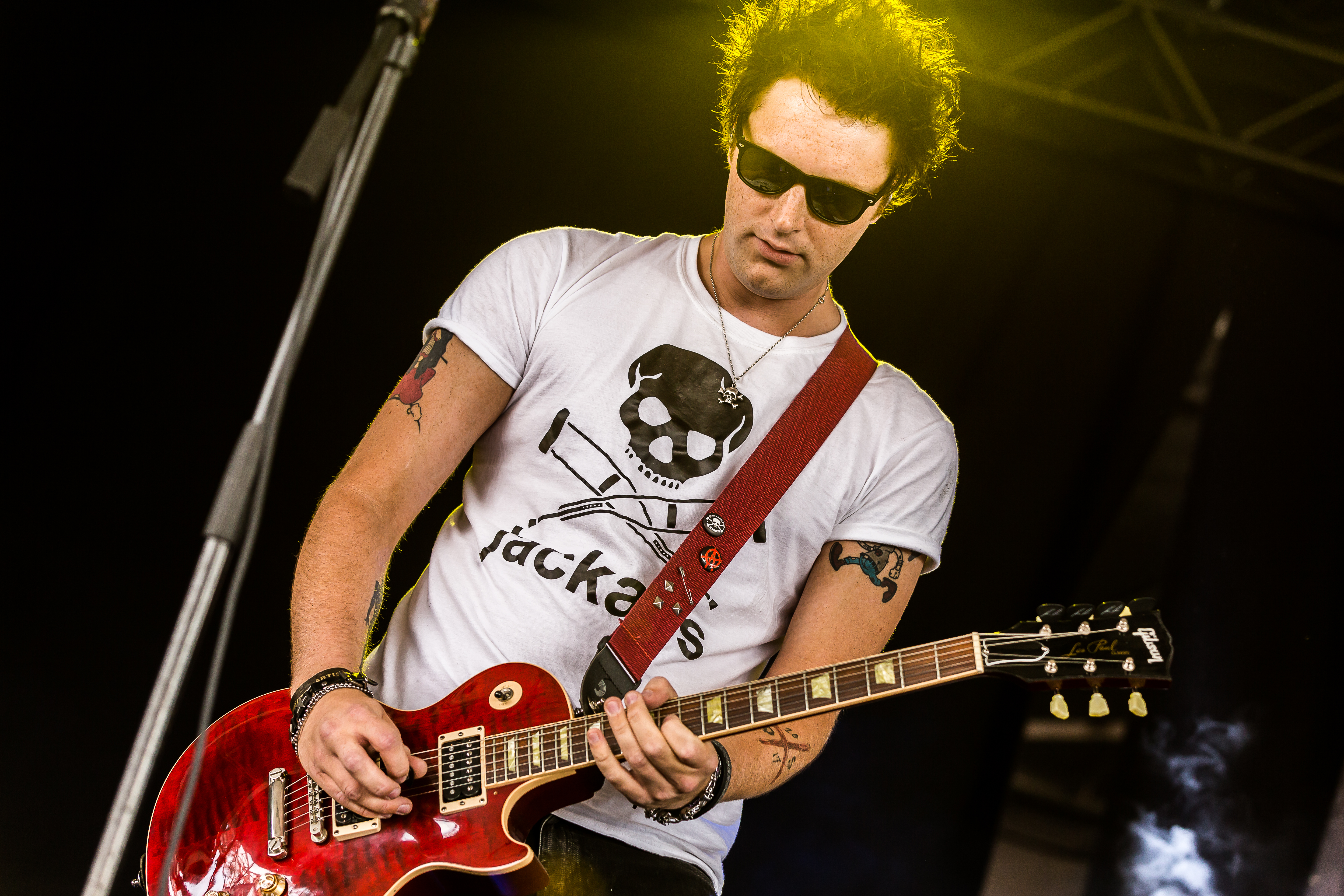
Gitarrist Dennis Lindner auf dem With Full Force 2018

Drunken Swallows sind eine deutschsprachige Punk-Rock-Band, die im Jahr 2009 in Oldenburg in Holstein gegründet wurde. Aktuell besteht die Band aus Frank Hoffmann (Gesang, Gitarre), Henry Kreft (Gesang, Bass), Dennis „DeeDxg“ Lindner (Gitarre) und Pit Weidemann (Schlagzeug).

## Geschichte
Die Band wurde im August 2009 von Frank Hoffmann und Pit Weidemann gegründet. Nach einigen Sessions zu zweit wurden Andre „Rowi“ Rowedder als zweiter Gitarrist und Mirco Bebensee am Bass verpflichtet. Der englische Bandname geht laut eigener Aussage auf den ersten Proberaum und seine geflügelten Untermieter zurück. „Die gesamte Scheune war besetzt mit Schwalbennestern und sobald der erste Ton erklang, flogen uns die Viecher um die Ohren und schissen unser gesamtes Equipment zu.“
Dem Debütalbum Immer geradeaus folgten weitere regionale Auftritte und eine Umbesetzung am Bass, Michael Gundlach übernahm bis 2012 diesen Part. Bei den Aufnahmen zum Album Nicht mit uns im Lübecker Rosenquarz Tonstudio traf die Band das erste Mal auf Phil Neumann, der zu diesem Zeitpunkt als Studiopraktikant dort tätig war. Ein halbes Jahr später stieg dieser als neuer Bassist ein und ersetzte damit Michael Gundlach, der sich mehr Zeit für seine Familie wünschte. In dieser Besetzung arbeitete die Band am nächsten Album Bis ans Ende unserer Tage, welches die erste Veröffentlichung unter dem Hamburger Label Rude Records, einem Sublabel von Remedy Records, darstellt.
Im Februar 2016 erschien das dritte Studioalbum Im Sturzflug durch die Republik. Erstmals fanden die Aufnahmen hierzu unter der Regie von Alex Henke im Monochrom Studio Hamburg statt. Nach Veröffentlichung des Albums begleiteten die Drunken Swallows die Südtiroler Punkrocker Unantastbar auf ihrer Hand-aufs-Herz-Tour als Main Support. Nach der Tour folgte eine weitere Umbesetzung. 'Rowi' äußerte seinen Wunsch, die Band zu verlassen, die Show beim Metal Bash Open Air 2016 war sein letzter Auftritt. Bereits einen Monat später feierte Dennis 'DeeDxg' Lindner als neuer Gitarrist seinen Einstand auf dem Baltic Open Air 2016. Die Band hatte DeeDog bereits auf eigenen Shows kennengelernt. Auch der langjährige Gitarrist und Mitbegründer der Band, Andre „Rowi“ Rohwedder, verließ die Band 2016.
2017 folgte mit der „To be continued-Tour“ die erste Headliner-Tour.
2018 erschien dann im Juni die Single Ich tu's für dich. Im September desselben Jahres folgte dann das nächste Studio-Album „Chaospoesie“ mit dem die 4 Bandmitglieder dann im Oktober auf Headliner-Tournee durch Deutschland fuhren.
2019 setzten die Drunken Swallows noch einen drauf und man konnte die Jungs auf Bühnen wie dem Wacken Open Air, beim Rock am Stück oder beim Rock am Härtsfeldsee sehen.
Auch ein Labelwechsel fand statt, so unterschrieben die 4 Nordlichter beim Kölner Label Metalville.
Im gleichen Jahr wurde ein Live-Album inklusive Bonus-DVD zum 10-Jährigen Bandbestehen angekündigt.
Nachdem das 10-jährige Bandbestehen war durch die Corona-Pandemie ein Weitermachen wie bisher unmöglich.
Die stille Zeit nutzen die vier Punkrocker und bauten sich in Heringsdorf ein eigenes Tonstudio. Schnell kamen die ersten Versuche Musik selbst aufzunehmen in Form einer Singleauskopplung auf den Markt. Mit Mr. Party, erschien eine 3-Track-EP. Anschließend begannen die Aufnahmen zum neuen Album Herzlaut, welches im August 2021 fertig wurde.
Im Juni 2023 wurde durch soziale Medien bekannt, dass es zu einem Wechsel in der Besetzung der Band kommen wird. So spielte Phil Neumann am 22. Juli 2023 in Heiligenhafen sein letztes Konzert am Bass der Drunken Swallows und übergab seine Position am Ende der Show an Henry Kreft.

## Diskografie
Studioalben
- 2010: Immer geradeaus
- 2012: Nicht mit uns
- 2013: Bis ans Ende unserer Tage (Remedy Records)
- 2015: Im Sturzflug durch die Republik (Remedy Records)
- 2018: Chaospoesie (Remedy Records)
- 2021: Herzlaut (Metalville)
- 2024: Im Namen des Wahnsinns (Metalville)

Live-Alben
- 2019: 10 Jahre Chaos (Metalville)

Singles
- 2014: One, Chew, Free, Far...!
- 2018: Ich tu's für Dich
- 2021: Mr. Party (Metalville)
- 2024: Früher war mehr Lametta (Metalville)

DVDs
- 2016: Live @ Rider's Cafe Lübeck
- 2019: 10 Jahre Chaos (Metalville)